# Cecil Forsyth
Cecil Forsyth (Greenwich, 30 de novembre de 1870 - Nova York, 7 de desembre de 1947) fou un compositor estatunidenc.
S'educà en la Universitat d'Edimburg i en el Royal College of Music, en aquest últim sota la direcció de Parry i Stanford. Durant uns anys va pertànyer a l'orquestra del Queens Hall, i estrenà amb èxit dues operetes en els teatres Savoy i Aldwych.
El 1914 es traslladà als Estats Units, entrant a formar part de l'editorial Gray, que va publicar moltes de les seves composicions. L'obra literària més important de Forsyth, comprèn un assaig Music and Nationalism; i una History of Music (1914), escrita en col·laboració amb Stanford. El 1920 publica la seva interessant obra didàctica Choral Orchestration.